# 家畜人ヤプー
『家畜人ヤプー』（かちくじんヤプー）は、1956年から『奇譚クラブ』に連載され、その後断続的に多誌に発表された沼正三の長編SF・SM小説。
なお、本作品はマゾヒズムや汚物愛好、人体改造を含むグロテスクな描写を含む。

## 連載から出版
『奇譚クラブ』連載時から当時の文学者・知識人の間で話題となっていた。そのきっかけは三島由紀夫がこの作品に興味を示し、多くの人々に紹介したことによる。三島のみならず澁澤龍彦、寺山修司らの評価もあり、文学界では知名度の高い作品となった。
『奇譚クラブ』誌上での連載を終えて、誌上の都合で掲載できなかった部分などの作者による加筆の後、都市出版社により単行本が出版され、この際、右翼団体が出版妨害を行い、1名逮捕・2名指名手配という事件にまで発展した。
『奇譚クラブ』1956年12月号-1958年4月号までの連載では打ち切りという事情もあり物語は完結せず、都市出版社版、角川文庫版、スコラ版、太田出版版、幻冬舎アウトロー文庫版と補正加筆が行われながら版が重ねられ、完結に至る。このような事情から版により内容に食い違いが存在する。

## ストーリー
婚約中のカップルである日本人青年留学生麟一郎とドイツ人女性クララは、ドイツの山中で未来帝国EHS人ポーリーンが乗ったタイムマシンの墜落事故に巻き込まれたことから、未来帝国EHS（The Empire of Hundred Suns イース = 百太陽帝国、またの名を大英宇宙帝国）へといざなわれる。
白人女性で元貴族の生まれであるクララは、EHSの貴族たちに同胞として迎えられる。恋人である麟一郎を救うためにEHSへの渡航を承諾した彼女だったが、セッチンを使い、ソーマを飲み、小伶人達による音楽や矮人決闘を愉しむうち、当初は否定していたヤプーの存在、またヤプーと日本人が同一の存在であることを認めざるを得なくなっていく。ジャンセン家の別荘に到着するころには、既に彼女は麟一郎をヤプーとして拒み、その恋心をウィリアムへと移していた。
一方、「クララが捕獲したヤプー」とみなされた麟一郎は、家畜が受けるべき処置として身体改造を受け、クララには現代地球への帰還を拒まれて絶望し、無理心中を図るが失敗する。こうして恋人としての二人の仲は完全に破綻したが、クララは「立場がどんなに違っても二人は離れない」と誓った言葉を忘れてはおらず、麟一郎はクララを救いの女神として心の支えにするようになる。
クララはポーリーンやアンナ・テラスに導かれ、EHSの貴婦人としてふさわしい教育を受け、ヤプーの扱い方やその主人としての心構えを学ぶ。そして麟一郎はヤプーとして、またクララの従畜として徹底的に洗脳され、やがて自らその立場を受け入れるに至る。地球を発ってからその間、わずか3日であった。

### 未来帝国EHS
未来帝国EHS（The Empire of Hundred Suns イース = 百太陽帝国、またの名を大英宇宙帝国）は、白色人種（特にアングロ・サクソン系のイギリス人）の「人間」を頂点とし、白人に隷属する黒色人種の半人間「黒奴」と、旧日本人の家畜「ヤプー」（日本人以外の黄色人種は核兵器と細菌兵器によりほぼ絶滅している）の3色によって構成される、厳然たる差別の帝国である。
ヤプーに対しては、EHSの支配機構は抵抗するものを屈服させるのではなく、あらかじめ白人を神として崇拝させ「奉仕する喜び」を教えこみ、喜びのうちに服従させるしくみである。黒奴に対しては、巧妙な支配機構により大規模な抵抗運動は行えないようになっており、小規模の散発的抵抗がまれにあるだけである。ささいな過失などでも死刑に処されるなど酷使されるため、黒奴の寿命は30年ほどで、白人の200年より短い。
EHSは「女権革命」以降、女が男を支配し、男女の役割が逆転した女権主義の帝国である。EHSの帝位は女系の女子により引き継がれ、平民でも結婚すると男性が女性の家に入り、その姓を名乗る。男性は私有財産を持つことすら禁止され、政治や軍事は女性のすることで、男性は化粧に何時間も費やし、学問や芸術に携わる。SEXにおいても、騎乗位が正常位とされるほど女性上位が徹底している。
そして、家畜である日本人「ヤプー」たちは家畜であるがゆえに、品種改良のための近親交配や、肉体改造などを受けており、「ヤプー」は知性ある動物・家畜として飼育され、肉便器「セッチン」など様々な用途の道具（生体家具）や畜人馬などの家畜、その他数限りない方法により、食用から愛玩動物に至るまで便利に用いられている。白人女性の出産も、受精卵の移植によって子宮畜（ヤプム）が代行する。
さらに、日本民族が元々EHS貴族であるアンナ・テラスにより、タイムマシンの利用によって日本列島に放たれた「ヤプー」の末裔であること、日本神話の家畜人ヤプーの世界における物語を暴露し、これに基づく日本の各種古典の解釈が行われる。

## 主な登場人物

### 主人公格
瀬部麟一郎（せべ りんいちろう）
柔道五段の達人であり、学業でも優秀な成績を収める法学専攻の学生。父親が国語教師であるため和漢の古典にも詳しい。ドイツ留学中に、クララに絡んでいた与太者を得意の柔道技で退治したことがきっかけで、彼女と恋仲になった。
未来世界からの円盤（タイムマシン）が墜落した時、たまたま水浴中であった彼は、UFO（ポーリーンの乗るタイムマシン）の墜落事故を目の当たりにしたクララが上げた悲鳴を聞きつけ、彼女を案じて裸で飛び出したため、そのまま事態にあたることになった。しかしそれが災いして、人に似た裸の存在＝ヤプー、と刷り込まれていたポーリーンの猟犬ニューマ（ネアンデルタールハウンドというヤプー）にヤプーと誤認され、その毒の牙により全身麻痺状態に陥ってしまう。
その治療の名目でクララとともにEHSに向かうが、EHSの貴族社会に受け入れられていくクララに対し、彼はヤプーとして扱われ、皮膚強化や去勢（完全去勢）などの改造・調教を受け、クララの家畜として仕立て上げられていく。ついにはクララの犬となる心境に達し、クララの便器となる覚悟を持つに至る。
地球での3年間に相当するEHSでの3日間を経て、凄まじい苦痛と苦悩、葛藤の末に、自らクララに「無条件降伏」する。元の体に戻り、記憶を消して地球へ帰還するよりも、ヤプーとして彼女に仕えることを望む境地に到達した。
語りきれない未来の出来事として、後のEHS内乱での星間戦争における柔道の技を活かした大活躍や、意識転移装置の使用により様々な形でコトウィック夫妻に弄ばれることなどが明かされている。
クララ・フォン・コトヴィッツ
麟一郎の恋人で、ドイツの元伯爵家の令嬢。その美貌と才気で「大学の女王」と呼ばれる存在。麟一郎の麻痺を治療するため、彼に付き添ってEHSに渡航する。
両親を第二次世界大戦の混乱で失い、姉レナーテとも生き別れとなって天涯孤独の身である。麟一郎とは婚約中だが、結婚までは互いに身を慎もうと誓い合い、肉体関係は持っていなかった。
ポーリーンの入れ知恵で、”タイムマシンの故障により20世紀ドイツに漂着し、記憶喪失となったEHS貴族の遭難者”を装う。そのためポーリーンの親族たちから、気の毒な境遇にある同胞として最上級の扱いを受けることとなる。その際にポーリーンの指示により足の小指の爪が切除され、睡眠学習により家畜語を習得している。
日本人がヤプーとされ、徹底して「生きた器物」として扱われるEHSの生活文化に触れる中で、ヤプーの存在を認めざるを得なくなる。またソーマの影響も手伝って、次第に白人にしか同朋意識を感じなくなり、麟一郎の男らしさに惹かれていた心も次第に変化していった。やがて第三次世界大戦後の歴史を知り、ついには麟一郎をヤプーと認め、「リン」と呼び犬のように連れまわすことに何の疑いも持たなくなる。
イース世界に入ってほどなくウィリアムと恋仲となり、婚約。姓名を英語（EHSの公用語）風に「クララ・コトウィック」と改め、ジャンセン家とアンナ・テラスのバックアップを受けてEHS社交界にデビューする。
語りきれない未来の出来事として、女王に謁見して帰化を許され、EHS貴族コトウィック伯爵となること、後にEHSの内戦をうまく立ち回り、枢密院顧問・帝国宰相となることが明かされている。彼女の尿は王室に献上されて、黒奴酒の銘酒「コトブキ」となる。また、余談として、彼女が女王から与えられた特別休暇として古代日本を訪問し、その折の逸話が「竹取物語」となる（つまり彼女こそがかぐや姫である）ことが記されている。

### ジャンセン侯爵家
ポーリーン・ジャンセン
EHSから現代（作品世界では1960年代のドイツ）にやってきた美女。ミス・ユニバースに選ばれた履歴を持つ、魅惑的な美貌と肢体の持ち主。大貴族ジャンセン侯爵家の嗣女で、EHSの首都星カルーを含むシリウス圏の検事長という要職にある。
クララに命を救われたため、その返礼として完成したばかりの別荘へ招待した。その直後に墜落した場所が20世紀のドイツであること、クララがEHS人ではないことに気がついて驚愕するが、礼儀として彼女に未来人である自分の正体を明かし、EHSの存在を語った。
自身の航時法違反の隠滅、またクララの麟一郎への思いを見かねて治療しようと、麟一郎の麻痺治療を名目に麟一郎とクララをEHSに導く。EHS世界でのクララの保護役であり、彼女を食客として遇し、様々な援助を行う。
後に貴族院最高法院の裁判長に就任して「第二のエンマ・ダイオン」と呼ばれるようになる事が作中で語られている。
ドリス・ジャンセン
ポーリーンの種違いの妹。スポーツ万能で、現代で言うボーイッシュな雰囲気の美少女。同じ年頃であるクララと意気投合する。実父は平民の男妾であり、婚外子ということで姉ポーリーンのように政治等での活躍を望めない分、スポーツに情熱を注いでいる。アベルデーンのポロ・クラブ主将で、後に星間オリンピックで金メダルを獲得する。さらに準男爵の爵位を得て、貴族院に議席を持つことになる。麟一郎の戦闘力に着目し、クララとの取引で去勢処理後の精巣を入手、彼の妹を現代日本から誘拐して交配による繁殖を行う計画を立てる。
セシル・ドレイパア
ポーリーンの兄で、現在は妻 メアリ・ドレイパアの忠実な主夫。女にしても見たいようなと形容される美男。家畜文化史の専門家。クララに対してはシャペロン気取りで、ヤプーに対する知識やイースの風習など、何かと長口舌を振るいがち。麟一郎が去勢されるはめになった元凶である。ヤプーの生態や文化について、読者が理解するための解説者的役割を持つキャラクター。
ウィリアム・ドレイパア
セシルの妻の弟で、個性的な美男子。クララに恋心を抱く。男なのにレースに参加するような、EHS世界では異端の「おてんば」青年。ソーマ好きで毎日5回は飲む。
いち早くクララの正体に気付き、20世紀人である彼女の淑やかさに惹かれて愛情を告白する。EHSでの物語におけるクララの案内役となり、黒奴やヤプーに対する扱い方を手ほどきしていく。後にクララと結婚、ウィリアム・コトウィックとなる。麟一郎はウィリアムがプキー用の衣装に着替えたとき、彼が建御雷神なのだと感じ取っている。
アデライン・ジャンセン
ポーリーンらの母で侯爵、帝国副宰相の要職にあり、EHS政界の文治開明派（ホイッグ）のリーダーである。美貌で知られる上流婦人であり、若い頃には星間オリンピックで金メダルを獲得している。
ロバート・ジャンセン
ポーリーンの夫。EHS男性らしい慎ましい性格の持ち主で、セミプロの絵描きである。ポーリーンが地球に外出中なので、貞操帯を付けられている。
メアリ・ドレイパア
セシルの妻で、帝国中央軍騎兵科少佐。中央軍司令官であるジャーゲン公爵の参謀を務めている。政界の二大派閥のリーダーである義母のジャンセン侯爵と、上司のジャーゲン公爵の間で難しい立場にある。

### EHS貴族
アンナ・テラス（オヒルマン公爵）
前地球都督で、EHS一の美女。天照大神の正体という設定（西王母やイシュタルでもある）。人間の寿命が200歳となっているEHSにおいて、作中で”老貴婦人”と表現される年齢だが、30代の若さと美しさを保っている。地球上に浮遊している天空島タカマラハンに住む。スーザンという妹がいるが、古代日本で行方不明になっている。ポーリーンの母、アデライン・ジャンセン侯爵の友人。邪蛮から子宮畜を供給する「フジヤマ飼育所」は彼女の管理下にあり、ポーリーン一行は次女出産に際し、より質の良い子宮畜を得ようと、彼女の下を訪れた。ポーリーンらジャンセン姉妹のことは子供の頃から知っている。
和魂と荒魂を併せ持つ、カリスマ性に溢れた人物。光り輝く美貌の持ち主。ポーリーンに同行したクララに対し、すぐに「EHSに入りたての旧時代人で、供のヤプー（麟一郎）とも普通の関係ではない」と見抜いてショックを与えるなど、聡明で眼力に優れる。さらに、クララが持つ20世紀的な心理を克服するべきだとして、クララに司馬遷の去勢したペニスから作成した「珍棒」（チンボー・仮男根） を贈り、それを装着して麟一郎の肛門を犯すようアドバイスした。また、クララとウィリアムの婚約発表に際してはその証言者となり、宴会の余興で勝ち取った賞金を、二人への祝い金として贈るなど、保護者的に振る舞う。
ヤプー宗教の根幹となる思想「慈畜主義」を提唱し、ヤプー宗教の正教である「白神信仰」の創始者であり、ヤプーに対して人間に「奉仕することの喜び」を教え、労働の苦痛が奉仕の喜びになる思想を流布した。ヤプーに奉仕対象部位のみを信仰させる「みほとけ信仰」の創始者である、現地球都督ジャーゲン卿と対立することになる。
スーザン
アンナ・テラスの妹。彼女の思い出を綴った、姉アンナの著作により、EHSでは「スザノ」の名で知られている。
かつて姉とヤプーの管理方法について意見が対立し、勝負を挑むが敗北、古代日本へ傷心旅行に出る。古代日本世界の探検を続けるなかで、現地ヤプー族にあがめられ、日本諸島を侵略してヤプー族を困らせていたオロチョン族の八武将を討伐。さらに満州方面にあるオロチョン族の本拠に攻め入り、酋長のモロク・モンを討ち取る。その際にモロク・モンのペニスで鞭を作成して、姉に献上するよう仕えていたヤプーに託した。しかし、その直後に連絡が取れなくなり、以降、行方不明のままとなっている。
ジャーゲン卿（セオドラ・ジャーニンガム公爵）
現地球都督であり、帝国中央軍司令官の大将、威風堂々とした雌々しい（旧世界における「雄々しい」の意味）女性で、カイゼル髭をチャームポイントとしている。道教における仙女の上元夫人でもある。EHS政界の軍治保守派（トーリー）のリーダーとして、立場的にジャンセン侯爵とはライバル関係にある。また、ヤプー宗教の「みほとけ信仰」の創始者として、宗教的にはアンナ・テラスのライバルでもある。後にこの人物がクララのEHS入国の秘密を嗅ぎ付けたことから、EHSの内乱が勃発することが明かされている。
チャールズ・マック
ジャンセン家の隣人であるアグネス・マック公爵の一人息子。少女のように見える美少年。まだ若いが美術に造詣が深く、その道ではポーリーンの夫ロバートの兄弟子にあたる。ポーリーンに乞われ、彼女がロバート作の生体彫刻に加えた飾りつけに対して、厳しい添削指導を行う。
麟一郎が受けることとなる尿洗礼の儀式について「ヤプーごときのために人間の小便を使うのは勿体ないのではないか？」と鋭い疑問を投げかける。
プリンス・オットー
乙姫として知られている皇子（女装をしていたため「姫」と間違われた）プリンス・オットーには同性愛の性癖があり、しかも女装をして旧時代の女性のように、男性に荒々しく犯されたいという願望を持っていた。自身の領星の水中に竜宮城を建設し、亀形ボートで平民男性を拉致しては同性愛の相手をさせていた。そのように拉致された平民の一人がウラジミール（浦島太郎）であった。オットーはウラジミールとの手切れの際、彼に若返り用の「時間煙草（タイム・タバコ）」を渡したのだが、ウラジミールは使用法を間違えて老人になってしまった。恨みに思ったウラジミールはこの件を暴露して、帝国を揺るがす一大スキャンダルとなった。プリンス・オットーは激怒した母王により王室から追放された。

### EHS平民
セバスティアン・ヒック
通称サルド・ヒック（冷笑ヒック）。 本来は才能ある絵描きであったが、アンナと知人の「白人男性を肉体の魅力だけで誘惑し、テング化できるか」という賭けに巻き込まれ、嘱望された将来を失うことになった。
類まれな画才と魁偉な容貌を併せ持ち、自身に群がる女性に対しては冷淡かつ冷笑的（サルドニック）であったことから、ファーストネームとその態度をもじって「サルド・ヒック」と呼ばれていた。しかしアンナの魅力に負けて恋い焦がれ、思いつめた挙句彼女の歓心を買おうと、受取人が差出人の身柄を自由にできる「白紙身売状」をアンナに差出してしまう。アンナはこれを容赦なく利用し、ヒックを赤Y字病院に強制収容、顔面にヒック自身の陰茎を移植した、アンナ専用の性玩具”「テング」”に仕立てあげた。
アンナへの性的奉仕に従事した後は、彼専用の”唇人形”兼秘書ヤプーのウズメを与えられて古代日本に派遣され、現在は子宮畜を飼育するフジヤマ飼育所の所長を務めている。普段は天狗の面をつけており、彼に従う黒奴も烏天狗の面をつけさせられている。

### ヤプー
カヨ
邪蛮国出身の子宮畜。幼いころから、その容姿を”ハーフそっくり”と称えられた美少女。フジヤマ飼育所で優秀な成績をあげ、選抜されてポーリーンに買われ、EHS世界に”昇天”する。ポーリーンの次女を子宮に移植されてからは、「白人の御胤の入れ物」として、胎教目的で表面上「名誉白人」の待遇を得る。邪蛮国のハーフ俳優「クリント・ウェストウッド」の熱烈なファンである。
アマディオ
6倍体のヤプー。同じ6倍体ヤプーのみを生産するタイタン星で生まれ、黒奴の管理のみを受けて育ったため、かつては白人（白神）の存在を否定していた。ドリスの乗馬として売られ、抵抗空しく彼女に乗りこなされて後、彼女を主人として敬愛するようになる。その体躯と才能により、現代の馬とは比べ物にならない走力を発揮する。
チカラ
6倍体のヤプー。タイタン星出身で、アマディオの親友。ジャンセン家に闘牛畜”ベンケ”として買われ、幾人もの闘畜士”ウチワカ”を倒してきた実績を持つ。ジャンセン家の別荘完成披露と、クララの社交界デビューを兼ねたパーティの余興として行われた試合で闘畜士カルメンに敗れる。止めを差される寸前に、彼を哀れに思ったクララの希望で救命され、彼女の乗馬畜として仕えることになる。後の内戦で麟一郎とともにクララを守り、”ベンケの立ち往生”を遂げることが明かされている。
キミコ
唇人形。一般の唇人形とは違い奇形化手術は行われず、原ヤプーの姿のまま唇人形にされている。ウィリアムのファンの平民が、ウィリアムにプレゼントした。おてんばな性格が災いしてEHS貴族としてはファンが少ないウィリアムは、この贈り物のヤプーを気に入っている。黒髪が美しい美少女であり、知能も旧世界日本の女子大教授に匹敵する博識であったが、ウィリアムに性的奉仕をする唇人形として洗脳され、性的玩具にされた。両腕は無残にも後ろ手に鎖錠され、歯茎によるペニスマッサージ目的で歯を全て抜かれて、総入れ歯になっている。キミコの関心の対象はウィリアムのペニスだけであり、ウィリアムのペニスへの奉仕が彼女の生きがいとなっている。
チクヒト
初代の「ミカド・セッチン」として知られるヤプー首長家の血統のヤプー。「ミカド・セッチン」はヤプー首長家の男系の男子から作られることになっており、性能の優秀な純血種として女王・皇太嬢専用である。死後、彼が奉仕した女王の肛門をイメージさせる王宮の菊花畑に葬られ、ヤプー首長家では菊の花をシンボルマークとして使用するようになる。

## EHSの社会制度

### 女権制
EHSは女権制国家であり、EHSは女系の女子によって相続される女王による君主制国家である。政治や軍事の大権は女性のみが持つ。人間（白人）の女性に代わって出産をする子宮畜（ヤプム）の使用が普及したことにより人間の女性が出産から解放され、女権革命が発生して女権制が確立された。女権制が確立しているのは人間に限っての事であり、黒奴の社会では男性優位が続いている。ヤプーは家畜であるので社会や家庭などは存在しないが、使役には通常雄のヤプーが使われている。一般の雌ヤプーは出産によるヤプー増産に専念させられている。
財産権なども女性にのみ認められており、男性は女性に従属するだけの存在になっている。家庭の戸主は女性（母親）が務める。家庭内では妻が夫に優越しており、女子の立場が高く男子の立場は姉や妹の下である。男子は結婚前は母親の監督を受け、結婚後は妻の監督を受ける。男子の結婚には戸主（母親）の許可が必要である。女権革命後のEHS社会では、男子の童貞性が重視されるようになっている一方で、女子の性的な放縦は当然と考えられており、女子の処女性は全く問題にされず、女子の婚前交渉や婚外交渉が堂々と行われている。貴族女性は何人ものめかけを持つのが普通で、平民男子の憧れは貴族女性のめかけとなって、後宮（ハレム）に入ることである。

### 地理
EHSの首都はシリウス圏にある首都星カルーのアベルデーンである。旧首都は最初に移住したアルファ・ケンタウリ圏にある惑星テラ・ノヴァのトライゴンであり、テラ・ノヴァは現在は皇太嬢領である。「百太陽帝国」の名の通り百以上の太陽系を支配しており、支配下の星は人間が居住する「白い星」と、農業を主な産業として、牛や豚などの家畜が黒奴とヤプーに育てられている「黒い星」と、ヤプー養殖用の「黄色い星」に分類出来る。白い星の地上には人間が居住しており、地下には人間に仕える黒奴の居住区がある。地球はEHSでは辺境の惑星であるが、貴族の別荘地として利用されている他、旧日本列島にはヤプーの国家「邪蛮」国が存在し、原ヤプーの供給場・文化研究の実験台・猿山・貴族の狩場として用いられている。

### 身分制度
EHSの人間は女王を頂点に、数千家の貴族と平民に身分が分かれる。人間は全員が白人であるので、わざわざ「白人」という言葉を使う必要は無い。肌が白いから人間なのである。貴族はほとんどが金髪碧眼の北欧系である。一方平民には南欧系の容姿の者が混じる。ヤプーの使役、特に読心家具（テレパス）の使役やペガサスの乗馬にはOQ（命令波指数）が必要であり、貴族出身でもOQが低い者は平民に落とされ、平民でもOQが高いものは一代貴族に昇格する可能性があるなど、OQが高貴な身分を裏付けるものとなっている。黒人は「半人間」とされ、黒奴として人間＝白人に従属する限りにおいて限定的な人権を認められている。黄色人種は白人同様正規の人間だが、第三次世界大戦で使用された核兵器と細菌兵器で絶滅。偽黄色人種であった日本人だけが生き残り、その末裔である家畜「ヤプー」が存在する。学説によって固められた「日本人＝ヤプー＝類人猿」の概念確立により、ヤプー＝日本人は類人猿の一種で、旧時代において人間を僭称していただけだと考えられている。ヤプーは家畜であるので、人権とは無関係である。もう一種の家畜人として、テラ・ノヴァの原住民であるペガサスが存在し、人類との戦争に敗北した後、馬に代わる存在として乗馬に用いられ、さらにその皮革は乗馬用具に用いられている。
黒奴が再び人間に対して反抗しないよう、EHSでは徹底した黒奴の管理が行われている。黒奴は一日の出来事を「日記報告」として提出する義務が有り、他の黒奴の犯罪を知った場合は日記報告（デイリー・レポート）に記載する義務がある。日記報告に虚言を記載した場合は、私刑公売（オークション・フォー・リンチ）に処される。私刑公売とは黒奴の人権を完全に剥奪し、ヤプー並みに落として公売（オークション）にかける制度で、落札した人間（平民が多い）が黒奴を好きな方法で虐殺して良い。このような方法で、平民の嗜虐心を満たしていることが、EHS世界が平和である理由のひとつと考えられている。日記報告は各地区・各惑星・最終的には全世界レベルで有魂計算機（ヤプーを組み込んだ高性能コンピューター）により照合されるので、黒奴の嘘は確実に発覚する仕組みである。

### 国政
EHSは大貴族の議員によって構成される貴族院と、中小貴族の議員によって構成される庶民院の二院制議会を持つ。平民に参政権は無いが投票権は認められており、平民によって貴族を対象とした人気投票が行われている。貴族は特に平民に媚びを売るような事をしないが、人気投票の結果は貴族の発言力に影響するので、平民は間接的に政治参加しているとされる。EHSの税制は身分が下の者ほど負担が重くなるようになっており、貴族は免税とされている。これは「支配して頂く」ことに対する「謝金」を払うべきだという考えが普及しているからである。
EHSの司法は人間の間では、イギリス伝統のコモンローと衡平法を統合した帝国法による法治主義の建前が取られている。コンピューターにヤプーを組み込んだ「有魂計算機」によって、裁判の公正は人間の労力をあまり必要とせず保たれるようになっている。黒奴に対しても一応は法治主義の建前を持っているが、人間である白人と半人間である黒奴の争いでは、問答無用で白人の証言のみが採用される。黒奴の人間に対する債務不履行は原則として死刑が適用される。黒奴に対する刑法は極めて厳しく、黒奴は故意による犯罪はもちろん、些細な過失であっても死刑などの厳罰が下されることになっている。多種多様な死刑が定められている他、過酷な刑罰が執行される黒奴刑務所も存在する。ヤプーの先祖（旧日本人）に伝わる地獄の描写は、黒奴刑務所での責め苦の様子が伝えられたものであるとされている。黒奴の刑事裁判では「疑わしきは罰する」方針がとられている。黒奴に対する刑事裁判は貴族所有の奴隷の場合、人間の食後の余興（デザート裁判）として行われる。弁護士役の人間と検事役の人間が、トランプや麻雀やボウリングなどのゲームで勝敗を争い、その勝敗の結果に応じて刑罰が科される。なおこのボウリングのピンには死刑判決を受けた黒奴が縮小・複製されて入っており、主人に対する弁済と死刑執行も兼ねている。
黒奴同士の民事訴訟は「学級裁判」によって裁かれる。学級裁判とは、人間の子弟の教育目的も含んで小学校から大学までの学校の放課後に、児童・生徒が裁判官・弁護士・検察官の役になり裁判を行う仕組みである。第一審は小学校、控訴審は中学校、上告審は大学で行われる。裁判官役は級長格の女子によって務められるが、この女子をEHS史に残る名裁判官「エンマ・ダイオン」にちなんで、エンマと呼ぶ慣習がある。民事訴訟であっても「付帯公訴」が行われ、検察官役の児童が何らかの刑罰を求めるのが通常である。学級裁判では死刑以外の刑罰であれば何でも許されており、敗訴した側の黒奴は鞭打ちに処されたり、舌を麻酔無しで切除されたりする。学級裁判では誤判も相当な数で発生しているが、人間の子弟に対する教育効果を重視しているので、誤判による理不尽な裁きは、黒奴が甘受すべきと考えられている。

### 食と排泄

#### 食事
EHSにおける人間の食事は、天然の素材を使用しているという点で、旧世界と変わらない。だが、果物食が大きく取り入れられてEHS人の長寿の一因となっている。品種改良により果物自体の味が旧世界の果物の味よりも格段に向上しているので、大量の果物を食べることに苦痛は伴わない。肉食では黒い星で生産された牛肉や豚肉が食べられている他、ヤプーの食用品種である食用畜（クレアプ）の料理も数多く存在する。ヤプーは家畜であるので人肉食のタブーに触れることは無い。食用畜には「食べられて神様（白人）の一部となる栄誉」が徹底的に教育されており、食用畜は喜んで食用に供される。ヤプー肉の調理にはショーユが使われている。ヤプーを早い段階からショーユの味に馴染ませておこうという配慮から、タイムマシンで旧世界の日本に「ケッコーマン」社や「ヤンマース」社のショーユ会社のアンドロイドが送り込まれている。EHS人は古代ローマ人のように宴席では、満腹になるまで美食を楽しんだ後に反吐盆（ヤプー）に嘔吐をして、胃を空にして更に飲食を続ける。この際に反吐盆に回収された吐瀉物は「ヘード」と名付けられ、黒奴の食用に払い下げられる。
黒奴の食事は栄養管から供給される人工食糧のあてがい扶持である。人工食糧は物質増量機で合成されて作られている。黒奴宿舎の食堂にある栄養管の蛇口は数種類あり、食べ物を選ぶ楽しみは若干与えられている。黒奴の飲料水は人間が使用した下水であるが、特に濾過は行われず、殺菌だけが行われている。しかし、黒奴の食事はこのような粗末な物なので、黒奴に不満は残る。その不満を解消するべく、黒奴の住む地下街には、黒奴酒酒場が開設されている。黒奴酒酒場で供される酒は人間の小便であり、人工食糧に尿素からアルコールを醸造する酵素が混ぜられているので酩酊ができる。メインディッシュは人間が着用した下着や靴などである。また、ソースとして人間が嘔吐した吐瀉物が「ヘード」と称して供される。

#### 衛生
EHSは「便所の無い世界」とされている。人間の糞尿は全てヤプーの肉便器である「セッチン」に飲ませたり食べさせたりしている。ソーマの影響もありEHS人の体は代謝が活発になっており、一日に平均で大便を三回、小便を十二回ほど排出するが、セッチンを使用することで便の臭いが漏れたりしないので、EHSでは人前で排便する事は普通で、EHS人であれば誰もが堂々と人前でセッチンを使う。セッチン使用は旧世界で言えば「鼻をかむ」程度の軽い無作法程度と認識されている。セッチンが飲み食いした糞便は管を通して回収される。人間の糞は吸収されなかった栄養が多量に残っており、赤Y字社の本社や支社で錠剤や注射剤に加工されて、ヤプー用の万能薬「ミクソ」になる。人間の尿は黒奴用の酒（黒奴酒・ネグタル）になる。黒奴の食事に混入されている酵素の働きで、人間の尿が黒奴には酒として作用するようになっている。排出者が貴族の場合は樽詰めされて銘柄付きの黒奴酒となり、排出者が平民の場合は瓶詰めされて無銘柄の黒奴酒となる。またヤプーの宗教的な「洗礼」のために人間の尿が使われ、この場合人間の尿がヤプーにとっての聖水になる。このような背景から、人間にとっての「尿瓶」が黒奴にとっての「ジョッキ」になり、ヤプーにとっての「聖水瓶」になる。黒奴の糞尿は先端器（コブラ）を備えた真空便管で吸い取られ輸送される。これらの排泄物や厨房から出るゴミなどのあらゆる有機不要物は、全て粉砕されて畜乳(ヤップミルク)または黄液（エロージュース）と呼ばれる液体になり、ヤプーを飼育する栄養源としてヤプーの体内に吸収される。生体実験用や食用といった特殊用途や、生体家具として畜体循環装置（サーキュレーター)を取り付けられたヤプーを除き、ヤプーはペガサスと共生関係にあるエンジン虫（学名・アスカリス・ペガスス。他星のサナダムシ）を改良した種を寄生させられ、宿主のヤプーはエンジン虫を肛門から出して吸収させ、エンジン虫は畜乳を自身の体内で宿主用の滋養に変換して体外に排出したものを宿主が吸収する。この際ヤプーの老廃物はエンジン虫に吸収され、その際にエンジン虫は僅かな硬直が見られるのみで老廃物の排出は行わず、結果ヤプーは排泄を必要としないので「便所の無い世界」が実現できている。

## 単行本
- 都市出版社（1970年発行 ASIN B000J96380）: 全28章。『奇譚クラブ』連載版に加筆されている。白人女性アンナ・テラスを天照大神とする記述が右翼から抗議を受けたといわれる。
- 角川文庫版（1972年発行 ISBN 4041334012）: 全28章。都市出版版に更に加筆・修正されている。
- 角川限定愛蔵版（1984年発行 ASIN B000J75XW4）: 全31章。『続家畜人ヤプー』として発表された増補を含む。
- ミリオン出版版(1991年発行 ISBN 4886721249) : 完結篇YAPOO,THE HUMAN CATTLE,2と銘打たれている。第29〜49章を収載。装幀・画は奥村靫正。
- 太田出版版（1992年発行）: 全49章。
  - 上 ポーリーンの巻 ISBN 4872330935
  - 中 アンナ・テラスの巻 ISBN 4872330994
  - 下 ドリスとクララの巻 ISBN 4872331028
- 幻冬舎アウトロー文庫版: 内容は太田出版版と同じ。
  - 1巻 ISBN 4877287817
  - 2巻 ISBN 4877287825
  - 3巻 ISBN 4877287833
  - 4巻 ISBN 4877287841
  - 5巻 ISBN 487728785X
- 辰巳出版:血と薔薇４号（1969年6月発行）に掲載された『家畜人ヤプー』全文を再現（一章〜十章）。掲載書籍 康芳夫 監修『虚人と巨人 国際暗黒プロデューサー 康芳夫と各界の巨人たちの饗宴（2016年9月1日）』 巻末特典 康芳夫コレクション内。

28章までと、それ以降（一説によると21章以降）では、文体や内容に多く差異が見られるため、途中で執筆者が交代したとの説がある。また、Aパートを1章から20章、Bパートを21章から31章、Cパートを32章以降とし、それぞれ執筆者が異なるという説や、Aパートに関してはそもそも複数の人間の手になると言う説もあり、著者の正体と合わせて、その成立過程はハッキリしない。Cパートのみは、作者がハッキリと分かっており、現在公式に沼正三を名乗る天野哲夫の手による。また、太田出版版は、全体に天野哲夫が再構成したことが知られており、読む際には注意が必要である。

## 派生作品

### 漫画
石森章太郎・シュガー佐藤により漫画版が製作された。後に江川達也による漫画も出版されたが、途中で打ち切りとなっている。先の石森・佐藤版よりも描写は丁寧だが、ヤプーが去勢されているという原作の設定を変更するなど、改変も見られる。また2016年から、リイド社の『COMICクリベロン』にて三条友美による漫画『家畜人ヤプーREBOOT』が連載されている。こちらはREBOOTというタイトルの通り、麟一郎とクララが暮らしていた時代が連載開始時の2016年に変更され、キャラクターの造形や性格が大きく異なる。また原作よりも大幅にグロテスク表現やスカトロ描写が強調されている。
石森章太郎版
- 『劇画家畜人ヤプー』（都市出版社、1971年）
- 『家畜人ヤプー』（辰巳出版、1983年）ISBN 978-4-0487-2370-1
- 『劇画 家畜人ヤプ－ 2巻セット』（辰巳出版、1988年）ISBN 978-4-8864-1023-8
- 『劇画家畜人ヤプー【復刻版】』（ポット出版、2010年）ISBN 978-4-7808-0143-9

監修：石森章太郎 作画：シュガー佐藤版
- 『劇画続・家畜人ヤプー「悪夢の日本史」編』（辰巳出版、1984年）ISBN 978-4-8864-1025-2
- 『劇画家畜人ヤプー【復刻版】2「悪夢の日本史」編』（ポット出版、2010年）ISBN 978-4-7808-0155-2
- 『劇画家畜人ヤプー「快楽の超SM文明」編』（辰巳出版、1993年）ISBN 978-4-8864-1090-0
- 『劇画家畜人ヤプー【復刻版】3「快楽の超SM文明」編』（ポット出版、2012年）ISBN 978-4-7808-0177-4
- 『劇画家畜人ヤプー「無条件降伏」編』（辰巳出版、1994年）ISBN 978-4-8864-1103-7
- 『劇画家畜人ヤプー【復刻版】4「無条件降伏」編』（ポット出版、2012年）ISBN 978-4-7808-0182-8

石ノ森章太郎 監修/作 電子書籍版（2014年4月1日）
- 『劇画家畜人ヤプー「宇宙帝国への招待」編』：作：石ノ森章太郎 原作：沼正三 版元：辰巳出版
- 『劇画続・家畜人ヤプー「悪夢の日本史」編』：監修：石ノ森章太郎 作画：シュガー佐藤 原作：沼正三 版元：辰巳出版
- 『劇画家畜人ヤプー「快楽の超ＳＭ文明」編』：監修：石ノ森章太郎 作画：シュガー佐藤 原作：沼正三 版元：辰巳出版
- 『劇画家畜人ヤプー「無条件降伏」編』：監修：石ノ森章太郎 作画：シュガー佐藤 原作：沼正三 版元：辰巳出版

江川達也版
- 『家畜人ヤプー第1部』1巻（幻冬舎、2003年）ISBN 978-4-3448-0239-1
- 『家畜人ヤプー第1部』2巻（幻冬舎、2003年）ISBN 978-4-3448-0313-8
- 『家畜人ヤプー第1部』3巻（幻冬舎、2004年）ISBN 978-4-3448-0381-7
- 『家畜人ヤプー第1部』4巻（幻冬舎、2004年）ISBN 978-4-3448-0451-7
- 『家畜人ヤプー第1部』5巻（幻冬舎、2005年）ISBN 978-4-3448-0521-7
- 『家畜人ヤプー第1部』6巻（幻冬舎、2005年）ISBN 978-4-3448-0623-8
- 『家畜人ヤプー第1部』7巻（幻冬舎、2006年）ISBN 978-4-3448-0704-4
- 『家畜人ヤプー第1部』8巻（幻冬舎、2006年）ISBN 978-4-3448-0782-2
- 『家畜人ヤプー第1部』9巻（幻冬舎、2007年）ISBN 978-4-3448-0899-7

三条友美版
- 『家畜人ヤプーREBOOT』1巻（リイド社、2017年）ISBN 978-4-8458-5245-1

### ネット配信
- 2012年〜2016年、ニコニコ動画にて、ライトノベル版と銘打ち、「家畜人ヤプー Yapoo, the Human Cattle,Again」のタイトルで伊藤ヒロ著、氏賀Y太挿絵の形でリメイクし配信された(制作 満月テレコ社)。主人公の設定等に一部差異が見られる。鳥肌実によるニコ生朗読会なども行われた。
- 上記ネット配信の小説原稿は、2017年に加筆・修正・再編集され『家畜人ヤプーAgain』のタイトルで書籍化された。著者クレジットは伊藤ヒロ＋満月照子。イラストはぎうにう。帯文は康芳夫。
  - 『家畜人ヤプーAgain』（鉄人社、2017年）ISBN 978-4-86537-089-8

### 『家畜人ヤプーの館』電子書籍版（辰巳出版、2018年2月1日）：登口安吾（著）
1970年、家畜人ヤプー全権代理人・康芳夫の全面支援のもと、日本初、伝説の高級SMクラブ「家畜人ヤプーの館」がオープン。家畜人ヤプーの館で起こる著名人達の宴をリアルに記録した、家畜人ヤプーの館支配人の著作物。もうひとつの家畜人ヤプーの世界

### 舞台
2000年5月、2005年1月に月蝕歌劇団（演出 高取英、音楽 J・A・シーザー）により2度上演。2010年9月1日〜6日に「沼正三／家畜人ヤプー」として月蝕歌劇団（演出 高取英、音楽 J・A・シーザー）によりザムザ阿佐ヶ谷にて3度目の上演。しのはら実加がクララを演じた。

### 映画
中島貞夫監督が1969年の『にっぽん'69 セックス猟奇地帯』の製作過程で『家畜人ヤプー』に魅せられ、康芳夫から原作権を200万円で取得して、当時の東映企画製作本部長・岡田茂に企画を持ち込んだら、最初は岡田からOKを得た。脚本は完成したが右翼の攻撃を恐れ、岡田から「あかん」と言われ東映では映画化出来なくなった。中島は創造社の山口卓治プロデューサーと自主製作の道を探り、『猿の惑星』のようなSF的な集約にしようとしたが上手くいかず、虫プロと組んでイタリア資本で映画化を画策し、美術を池田満寿夫に頼んだりしていたが、イタリア映画も当時は金が無く頓挫した。代わりに作られたのが1971年の『セックスドキュメント 性倒錯の世界』。
プロデューサー康芳夫の下、長谷川和彦の監督作品第3作目として製作準備が進められていたが、2009年12月12日新文芸坐において行われた長谷川と三留まゆみとのトークショーの中で長谷川が「三、四年前に企画は頓挫した」と発言している。